# جون ميرشايمر
جون ميرشايمر (بالإنجليزية: John J. Mearsheimer)‏ (ولد في 14 ديسمبر 1947م)، هو أستاذ العلوم السياسية في جامعة شيكاغو التي يدرس فيها منذ عام 1982. ولد في بروكلين – نيويورك، وبها تعلم، وفي الثامنة عشرة من عمره جند في الجيش الأمريكي مدة عامين، ثم درس في الكلية العسكرية ويست بوينت، وتخرّج عام 1970؛ ليخدم بعد ذلك مدة خمس سنوات برتبة ضابط في سلاح الجو الأمريكي. وقد داوم في كلية الخريجين بجامعة كورنيل عام 1975، وحاز شهادة الدكتوراه عام 1980. وحصل على الماجستير في العلاقات الدولية من جامعة جنوب كاليفورنيا.
ميرشايمر هو المؤلف، مع ستيفن والت، لكتاب اللوبي الإسرائيلي والولايات المتحدة الأكثر مبيعًا حسب جريدة نيويورك تايمز. السياسة الخارجية (2007)

## اللوبي الإسرائيلي والسياسة الأميركية الخارجية
شارك مع ستيفن والت — أستاذ العلاقات الدولية بكلية جون كنيدي للدراسات الحكومية بجامعة هارفارد — في تأليف ونشر بحث عن قوة للوبي الإسرائيلي في أميركا ودوره الرئيسي في رسم السياسات الخارجية الأميركية، وخاصة في الشرق الأوسط. تم عمل البحث لصالح جامعة هارفارد إلا أن البحث جوبه بالعديد من الانتقادات من قبل اللوبي الإسرائيلي في أميركا والمتعاطفين مع إسرائيل مما دفع جامعة هارفارد إلى سحب إسمها عن الدراسة. ونشر البحث في مجلة لندن ريفيو أوف بوكس بتاريخ 23 مارس 2006م، بعنوان اللوبي الإسرائيلي والسياسة الأميركية الخارجية.
يتحدث هذا الكتاب عن الدعم الأمريكي المالي والعسكري والسياسي لإسرائيل، ويبين بالحوادث والأرقام والأسماء نشاط اللوبي الإسرائيلي في الولايات المتحدة، وما يضم من أفراد ومنظمات ومؤسسات تعمل لتوجيه السياسة الخارجية الأمريكية لمصلحة الصهاينة. وذكر من أهم المؤسسات (اللجنة الأمريكية الإسرائيلية للشؤون العامة AIPAC) و (مؤتمر رؤساء المنظمات اليهودية) و (المؤتمر اليهودي العالمي) و (منتدى السياسة الإسرائيلية). وأشار الكتاب إلى أن من طرائق عمل اللوبي الإسرائيلي الضغط على الكونغرس الأمريكي وعلى السلطة التنفيذية من أجل دعم إسرائيل، والحيلولة دون تمكين التعليقات التي تنتقدها من اجتذاب آذان صاغية في الساحة السياسية. كما أن أحد الأسلحة الأقوى التي يستعملها اللوبي تهمة اللاسامية التي يوصم بها كل من يتعرض لتصرفات الصهاينة. وبين المؤلف أن اللوبي الذي يريد الحفاظ بالدعم الأمريكي يريد كذلك المحافظة على دعم أميركا لسياسات إسرائيل ضد الفلسطينيين، وهذا أمر جوهري لديه، ولكن طموحات اللوبي لا تقف عند ذلك الحد، بل تريد المساعدة الأمريكية لتكون إسرائيل هي القوة المهيمنة في الشرق الأوسط. وهذا ما اعتمدته الإدارة الأمريكية في حرب الخليج الأولى عندما تبنت إستراتيجية الاحتواء المزدوج لإيران والعراق، والضغط على سوريا عن طريق مجلس الأمن. ولذا فليس غريباً أن تريد إسرائيل من مؤديها الأمريكيين التعامل مع أي تهديد للأمن الإسرائيلي وكأنه تهديد لأمنها هي. وبالرغم من كل تجاوزات اللوبي الإسرائيلي لم يستطع النظام الديمقراطي الأمريكي مناقشة هذا الوضع من أميركا.

## كتبه ومؤلفاته

أخطر وثيقة عن اللوبي الإسرائيلي والسياسة الخارجية الأمريكية.

له مؤلفات كثيرة حول القضايا الأمنية والسياسة الدولية بوجه عام. وقد نشر خمسة كتب؛ منها:
- العائق النووي والأخلاق الاستراتيجية.
- ليدل هارت ووطأة التاريخ.
- مأساة سياسة القوة العظمى (2001 - 2014) فاز بجائزة جوزيف ليبجولد للكتب وتُرجم إلى ثماني لغاتٍ مختلفة.
- اللوبي الإسرائيلي والسياسة الخارجية الأمريكية (مع ستيفن والت، عام 2007)، وقد أُدرج هذا الكتاب في قائمة مجلة نيويورك تايمز ضمن أفضل المبيعات وتُرجم إلى 22 لغةً.

كما كتب الكثير من المقالات لصالح مجلات أكاديمية، منها: International Security، ومجلات مشهورة؛ مثل: The Atlantic Monthly. وبالإضافة إلى ذلك، كتب عدداً من المقالات التي تنشر قبالة الافتتاحيات، وفيها يعبر عن وجهة نظره الشخصية، في صحف شهيرة؛ مثل: نيويورك تايمز ولوس أنجلوس تايمز. وهو يتطرق في هذه المقالات إلى موضوعات؛ مثل: البوسنة، والانتشار النووي، وسياسة الولايات المتحدة الأمريكية تجاه الهند، وإخفاق جهود السلام العربي-الإسرائيلي، وحماقة غزو العراق.

## وظائفه
- ضابط في سلاح الطيران الأمريكي.
- باحث في معهد بروكنجز في واشنطن.
- زميل لما بعد الدكتوراه في معهد الشؤون الدولية التابع لجامعة هارفارد.
- بروفسور في قسم العلوم السياسية في جامعة شيكاغو.[4]